# ピカティニー・アーセナル爆薬
ピカティニー・アーセナル爆薬（ピカティニー・アーセナルばくやく、Picatinny Arsenal Explosive、略：PAX）とはアメリカ陸軍ピカティニー・アーセナルが1980年代から標準化した低感度爆薬である。
1980年代以前に使われていた旧式爆薬を置き換えるものとして開発された。そのため、それぞれの型番ごとに旧式爆薬との対応関係を持っている。
主にRDXとHMXを基剤としてTNTなどの旧式爆薬を使用していないことが特徴である。特に生産性と費用対効果を重視されている。
- PAX-21- コンポジションB 代替: RDX, DNAN, AP and trace amounts of MNA (for processability) currently in production
- PAX-24 - TNT 代替: DNAN, AP, MNA
- PAX-25 - コンポジションB 代替: RDX, DNAN, AP and MNA (different proportions for RDX, DNAN, and AP) better performance than PAX-21
- PAX-26 - トリトナール(Tritonal) 代替: DNAN, Al, AP, MNA
- PAX-28 - Unitary warheads: RDX, DNAN, Al, AP, MNA. An equivalency factor of 1.62 was determined between Composition B and PAX-28
- PAX-40 - オクトール(Octol) 代替: HMX, DNAN, MNA
- PAX-41 - サイクロトール(Cyclotol) 代替: RDX, DNAN, MNA